# Sarcophaga paramonovi
Sarcophaga paramonovi är en tvåvingeart som först beskrevs av Boris Borisovitsch Rohdendorf 1937.  Sarcophaga paramonovi ingår i släktet Sarcophaga och familjen köttflugor.
Artens utbredningsområde är Armenien. Inga underarter finns listade i Catalogue of Life.